# Завада (Ленчицький повіт)
Завада (пол. Zawada) — село в Польщі, у гміні Ленчиця Ленчицького повіту Лодзинського воєводства.
Населення — 120 осіб (2011).
У 1975-1998 роках село належало до Плоцького воєводства.

## Демографія
Демографічна структура станом на 31 березня 2011 року:
|          | Загалом | Допрацездатний вік | Працездатний вік | Постпрацездатний вік |
| -------- | ------- | ------------------ | ---------------- | -------------------- |
| Чоловіки | 66      | 9                  | 46               | 11                   |
| Жінки    | 54      | 6                  | 37               | 11                   |
| Разом    | 120     | 15                 | 83               | 22                   |